# VW Typ 87
Der VW Typ 87, auch Kommandeurswagen genannt, ist eine Version des KdF-Wagen mit Allradantrieb, die von 1941 bis 1944 vom Volkswagenwerk vor allem für die Wehrmacht gebaut wurde. Die Wehrmacht bezeichnete das Fahrzeug als le. gl. PKW, 4-sitziger, 4-radgetriebener Geländewagen Typ 87. Der Allradantrieb samt Motor wurde vom Schwimmwagen Typ 166 übernommen.

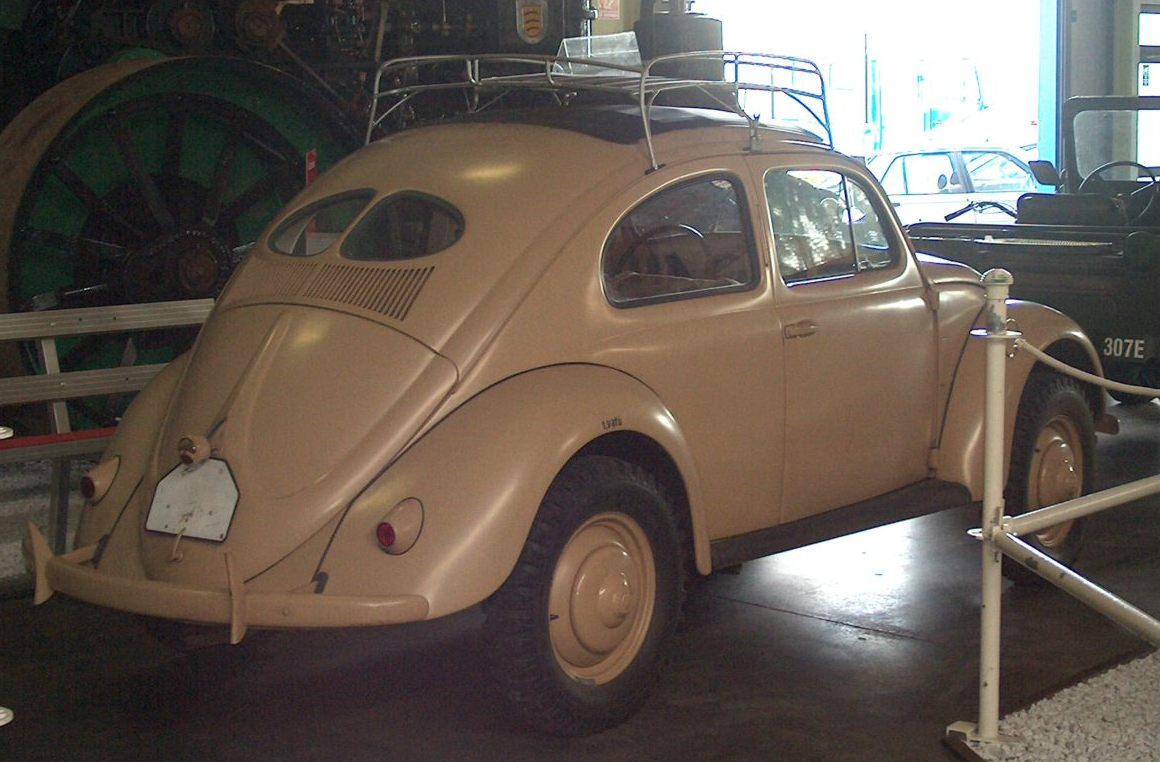
Heckansicht

## Fahrzeugbeschreibung und Technik
Der Typ 87 ist eine geländegängige zweitürige Limousine. Sie ähnelt stark dem KdF-Wagen, von dem die Karosserie größtenteils übernommen wurde. Da der Typ 87 Geländereifen der Größe 5,25-16 hat, sind die Kotflügel breiter als beim KdF-Wagen. Dazu wurde an der Innenseite der Kotflügel ein Blechstreifen angesetzt; auch die Trittbretter sind entsprechend breiter. Unter der vorderen Haube, wo normalerweise das Reserverad steht, ist zusätzlich zum Tank ein 20-Liter-Benzinkanister untergebracht. Das Reserverad liegt über dem 40-Liter-Tank, dessen Einfüllstutzen dafür abgewinkelt wurde. Die Karosserie ist mit dem Fahrgestell verschraubt. Fast alle Wagen hatten ein Faltschiebedach.
Der Kommandeurswagen hat eine dem KdF-Wagen stark ähnelnde Bodengruppe, allerdings mit größerem Zentralrohr, um die Antriebswelle für den Vorderradantrieb aufzunehmen. Die Vorderräder sind einzeln an je zwei Längslenkern oben und unten mit Drehstabfedern aufgehängt (sogenannte Kurbellenkerachse), die Hinterachse ist eine an Längslenkern geführte Portal-Pendelachse mit Vorgelegen außen an den Halbachsen. Zur Aufnahme der Antriebswellen hat die Vorderachse spezielle Achsschenkel. Gelenkt wird mit einer Schraubenspindellenkung. Das hintere Differenzial ist selbstsperrend. Vom Motor wird die Antriebskraft über eine Einscheibentrockenkupplung auf ein manuell zu schaltendes Viergangwechselgetriebe übertragen, das um einen Geländegang erweitert ist. Der Geländegang wird zusammen mit dem Vorderradantrieb über einen zweiten Schalthebel in der Wagenmitte eingelegt. Bei eingeschaltetem Vorderradantrieb beträgt die Höchstgeschwindigkeit 10 km/h und die Steigfähigkeit 75 Prozent. Der Allradantrieb ist nicht für den Betrieb auf der Straße geeignet, weil es kein Mitteldifferential gibt. Der Motor ist ein luftgekühlter, im Heck eingebauter Vierzylinder-Viertakt-Boxer-Ottomotor mit 1131 cm3 Hubraum und 24,5 PS (18 kW) Nennleistung. Die Höchstgeschwindigkeit liegt bei 80 km/h.
Die meisten an das Deutsche Afrikakorps ausgelieferten Wagen hatten eine Tropenausstattung mit besonderem Schutz gegen Staub an Kraftstoffzuführung, Luftfilter und Elektrik. Darüber hinaus umfasst die Tropenausrüstung auch spezielle  Ballonreifen der Größe 200-16 für die Fahrt durch Sand, die nach dem Hersteller der Räder Kronprinzenräder genannt werden.
Nach Angaben von Georgano wurden 667 Exemplare des Typ-87-Kommandeurswagen während des Krieges gebaut. Danach wurden einige Fahrzeuge aus noch vorhandenen Beständen gefertigt. Aus 1946 sind 2 Exemplare bekannt, die im Frontbereich statt der Stoßstangen vorn mit einer Geländerolle und hinten mit höher gelegten Auspuffrohren gefertigt wurden.

## Technische Daten

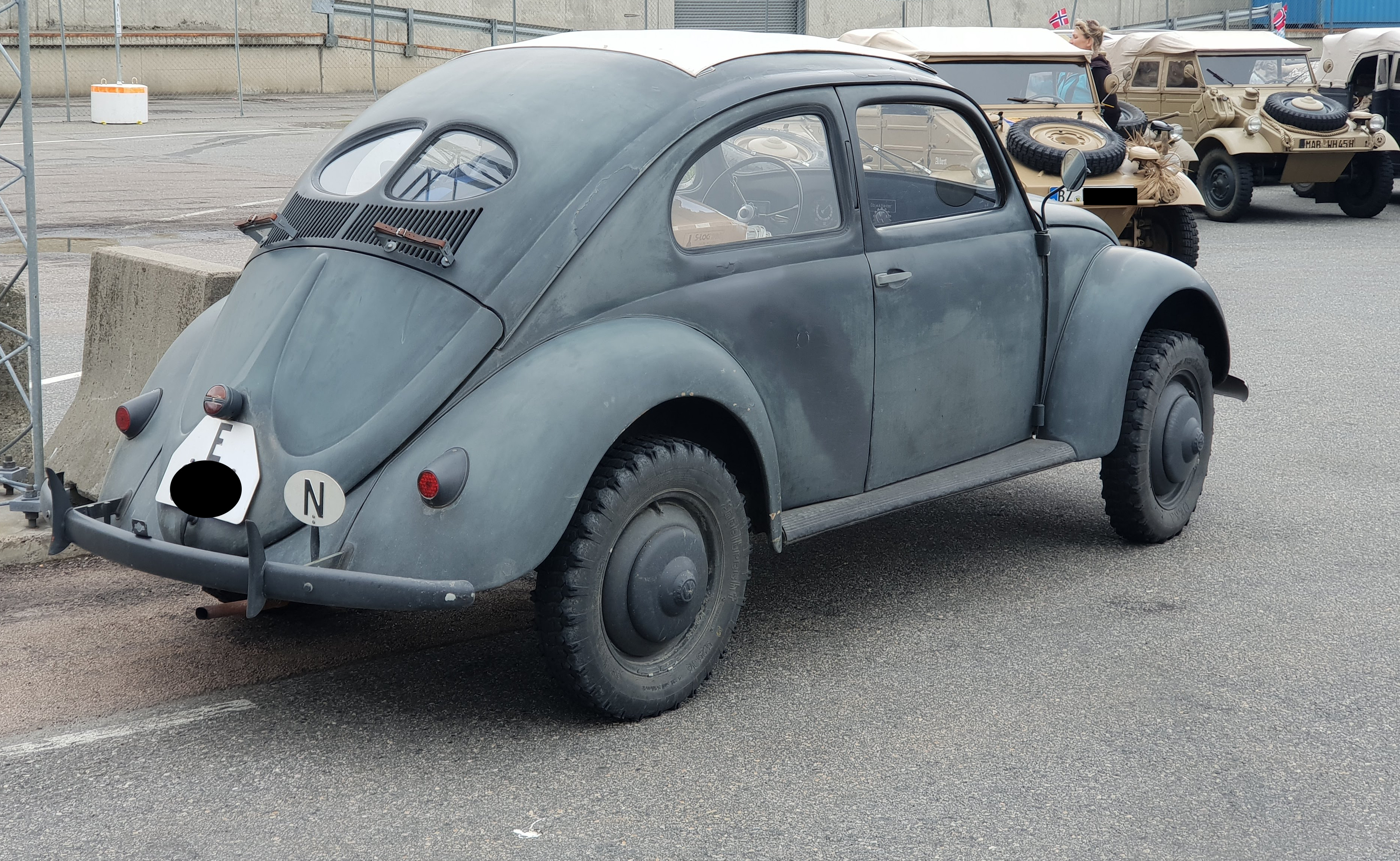
Heckansicht

| Motor                           | Motor                                                                                                 |
| ------------------------------- | --- |
| Motorbauart                     | Vierzylinder-Boxermotor (Otto)                                                                        |
| Kühlung                         | Luftkühlung durch Gebläse                                                                             |
| Ventilsteuerung                 | hängende Ventile, zwei je Zylinder, über Stoßstangen und Kipphebel von zentraler Nockenwelle betätigt |
| Gemischaufbereitung             | Fallstromvergaser Solex 26 VF3                                                                        |
| Zündfolge                       | 1-4-3-2                                                                                               |
| Bohrung × Hub                   | 75 mm × 64 mm                                                                                         |
| Hubraum                         | 1131 cm3                                                                                              |
| Nennleistung                    | 24,5 PS (18 kW) bei 3000 min−1                                                                        |
| Maximales Drehmoment            | 6,8 kp·m (67 N·m) bei 2000 min−1                                                                      |
| Kraftübertragung                | |
| Kupplung                        | Einscheibentrockenkupplung Fichtel & Sachs K10                                                        |
| Getriebe                        | Porsche-Vierganggetriebe mit Rückwärtsgang und zuschaltbarem Geländegang                              |
| Kraftübertragung                | Heckantrieb mit zuschaltbarem Frontantrieb und Sperrdifferenzialen                                    |
| Fahrwerk                        | |
| Radaufhängung vorn              | Kurbellenkerachse, Drehstabfedern                                                                     |
| Radaufhängung hinten            | Portal-Pendelachse, Längslenker, Drehstabfedern                                                       |
| Lenkung                         | Spindellenkung                                                                                        |
| Bremsanlage                     | Seilzugbetätigte Innenbackenbremsen, auf alle Räder wirkend; Handbremse auf alle Räder wirkend        |
| Reifen                          | vorn und hinten 5,25-16 oder 200-16                                                                   |
| Maße und Gewichte               | |
| Abmessungen (L × B × H)         | 3830 × 1620 × 1720 mm                                                                                 |
| Bodenfreiheit                   | 255 mm                                                                                                |
| Radstand                        | 2400 mm                                                                                               |
| Spurweite                       | vorn: 1356 mm hinten: 1360 mm                                                                         |
| Wendekreis                      | 10 m                                                                                                  |
| Maximal zulässige Fahrzeugmasse | 1240 kg                                                                                               |
| Maximale Zuladung               | 450 kg                                                                                                |
| Sonstige Angaben                | |
| Kraftstoffverbrauch             | 8,5 l/100 km                                                                                          |
| Ölverbrauch                     | 0,12 l/100 km                                                                                         |
| Tankinhalt                      | 40 l + 20 l Reservekanister                                                                           |
| Höchstgeschwindigkeit           | 80 km/h                                                                                               |
| Fahrzeugbatterie                | Bleisäureakkumulator 6 V, 75 Ah                                                                       |
| Anlasser                        | Bosch EED 0,4/6                                                                                       |
| Lichtmaschine                   | Bosch REDK 130/6/2600                                                                                 |